# Electrical Construction Company
Electrical Construction Company war ein US-amerikanischer Hersteller von Automobilen.

## Unternehmensgeschichte
Das Unternehmen hatte seinen Sitz in Los Angeles in Kalifornien. Leslie R. Saunders war Präsident, Morris K. Benagh Vizepräsident und Edmund Locke Sekretär. Sie stellten 1906 einige Automobile her, die als Electrical vermarktet wurden. 1907 beschränkte sich die Produktion auf Zubehörteile. Danach verliert sich die Spur des Unternehmens.

## Fahrzeuge
Im Angebot standen Elektroautos.